# A Small Killing
A Small Killing (no Brasil, Um Pequeno Assassinato) é um romance gráfico escrito por Alan Moore e desenhado por Oscar Zárate. Foi publicado originalmente pela editora VG Graphics no Reino Unido em 1991. Após sua publicação nos Estados Unidos em 1993 pela editora Dark Horse Comics foi premiado como "Melhor Álbum Gráfico" no Eisner Awards de 1994. Foi publicado no Brasil pela editora Pipoca & Nanquim em 2017.